# Jacquemontia ovalifolia
Jacquemontia ovalifolia är en vindeväxtart som först beskrevs av Vahl och West, och fick sitt nu gällande namn av Hallier f. Jacquemontia ovalifolia ingår i släktet Jacquemontia och familjen vindeväxter.

## Underarter
Arten delas in i följande underarter:
- J. o. obcordata
- J. o. sandwicensis

## Bildgalleri

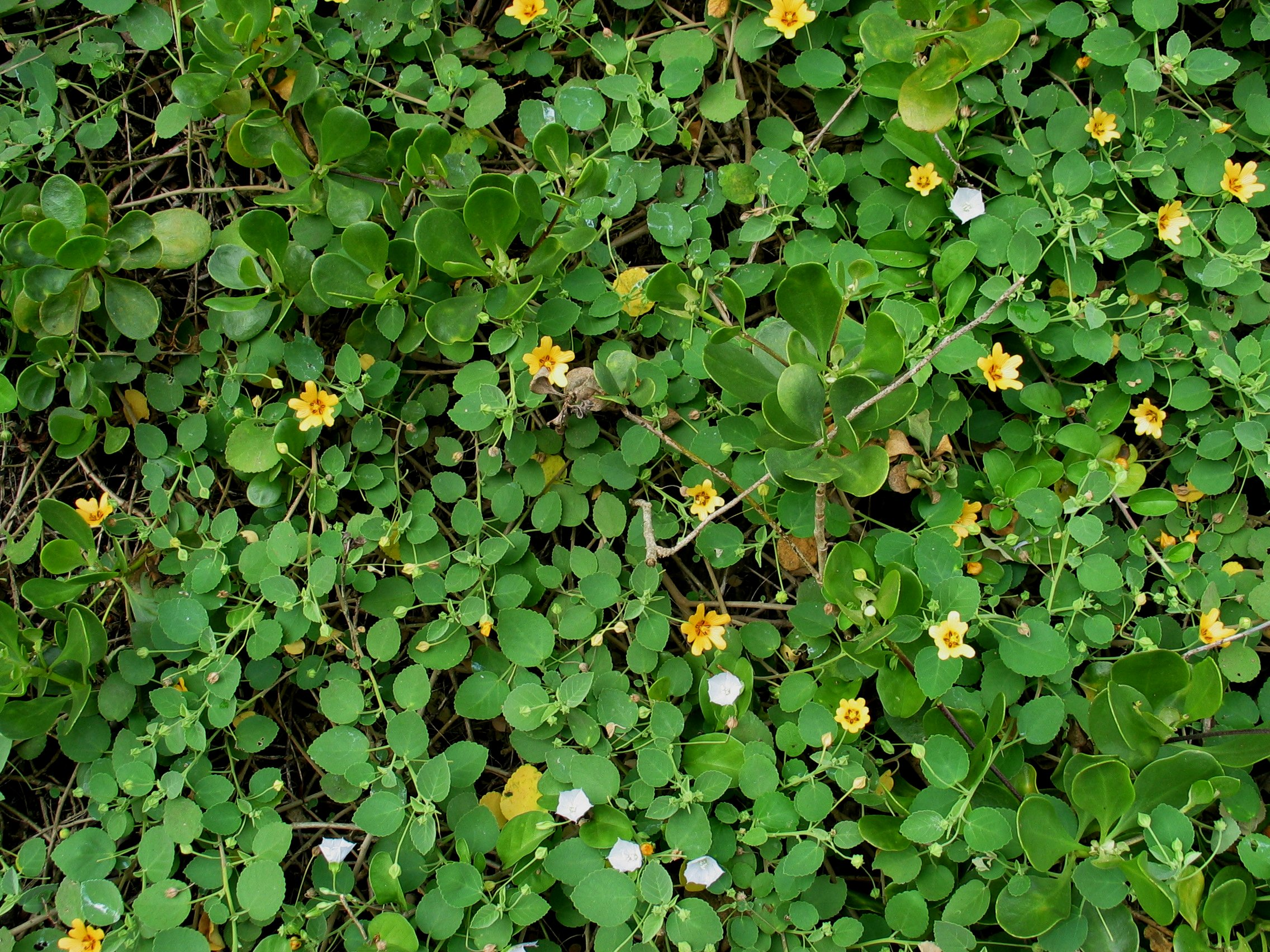
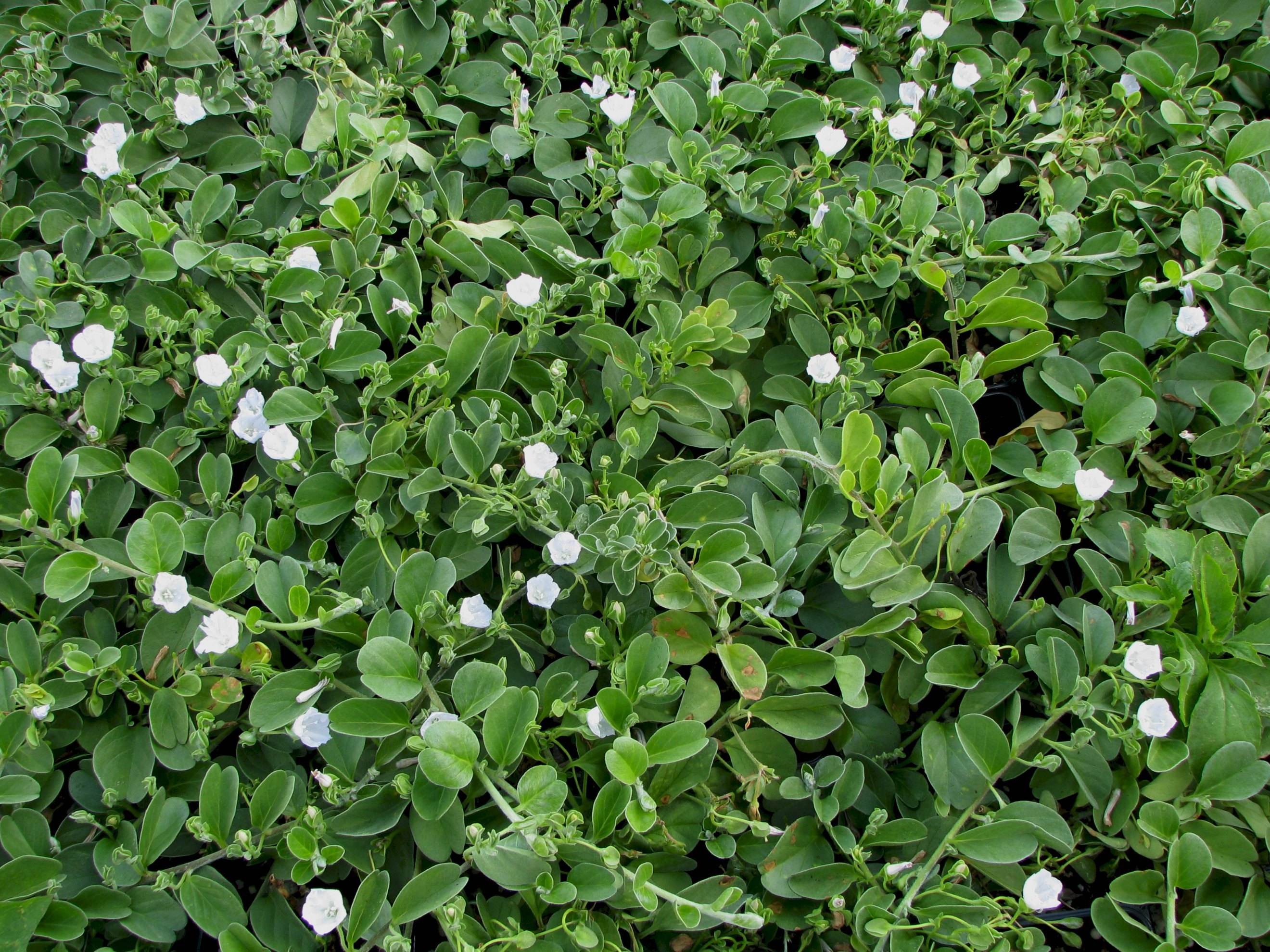
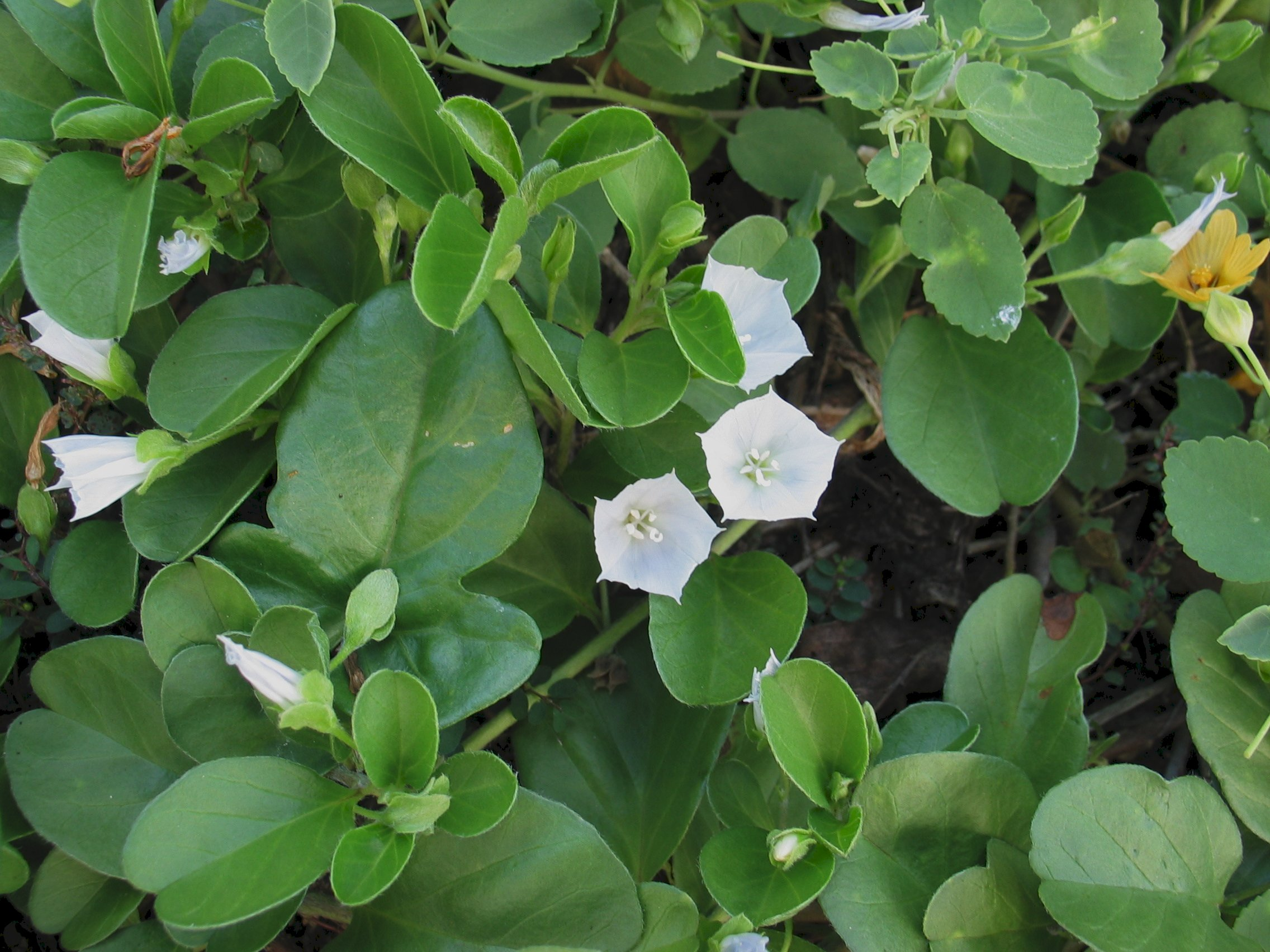
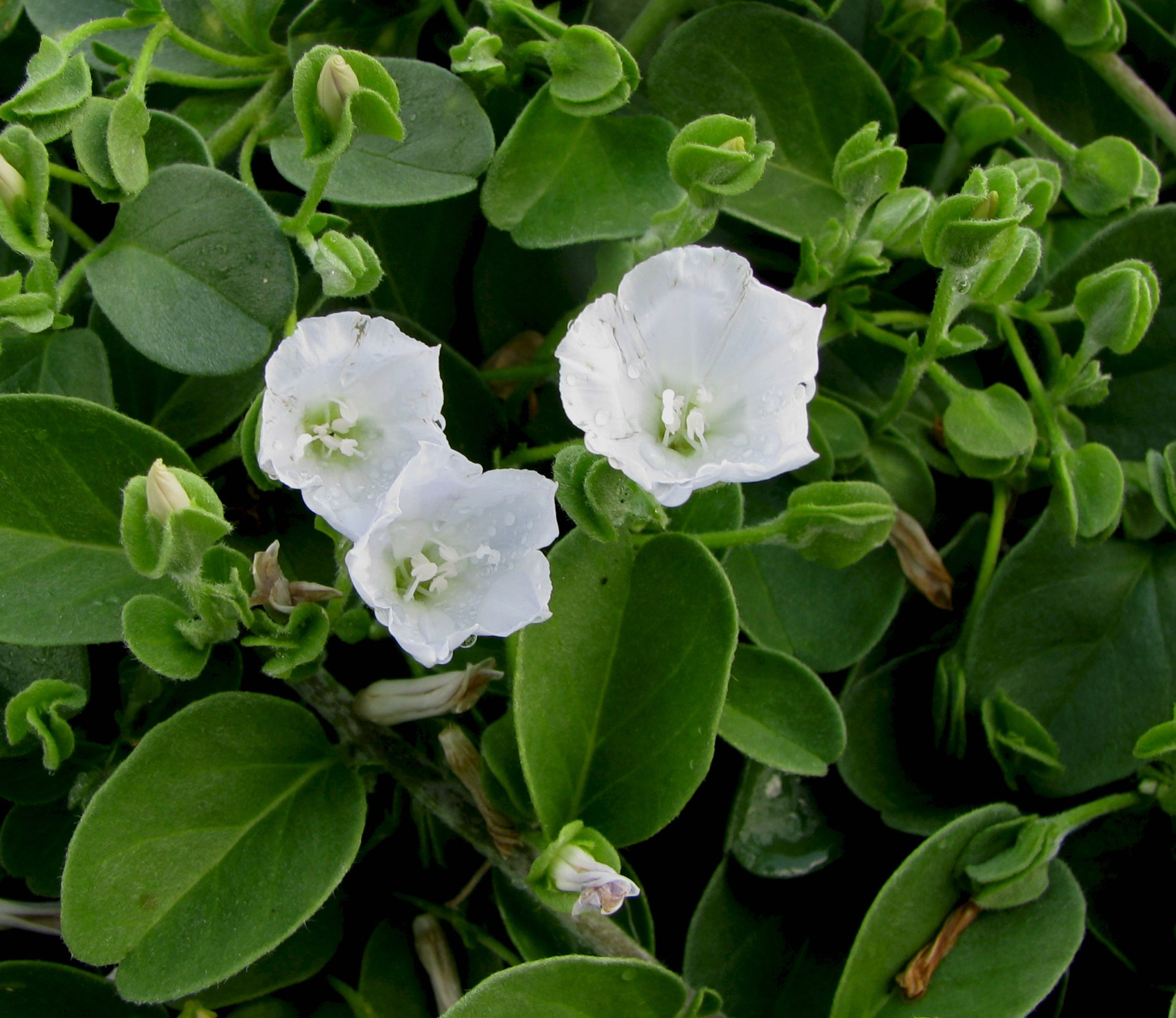
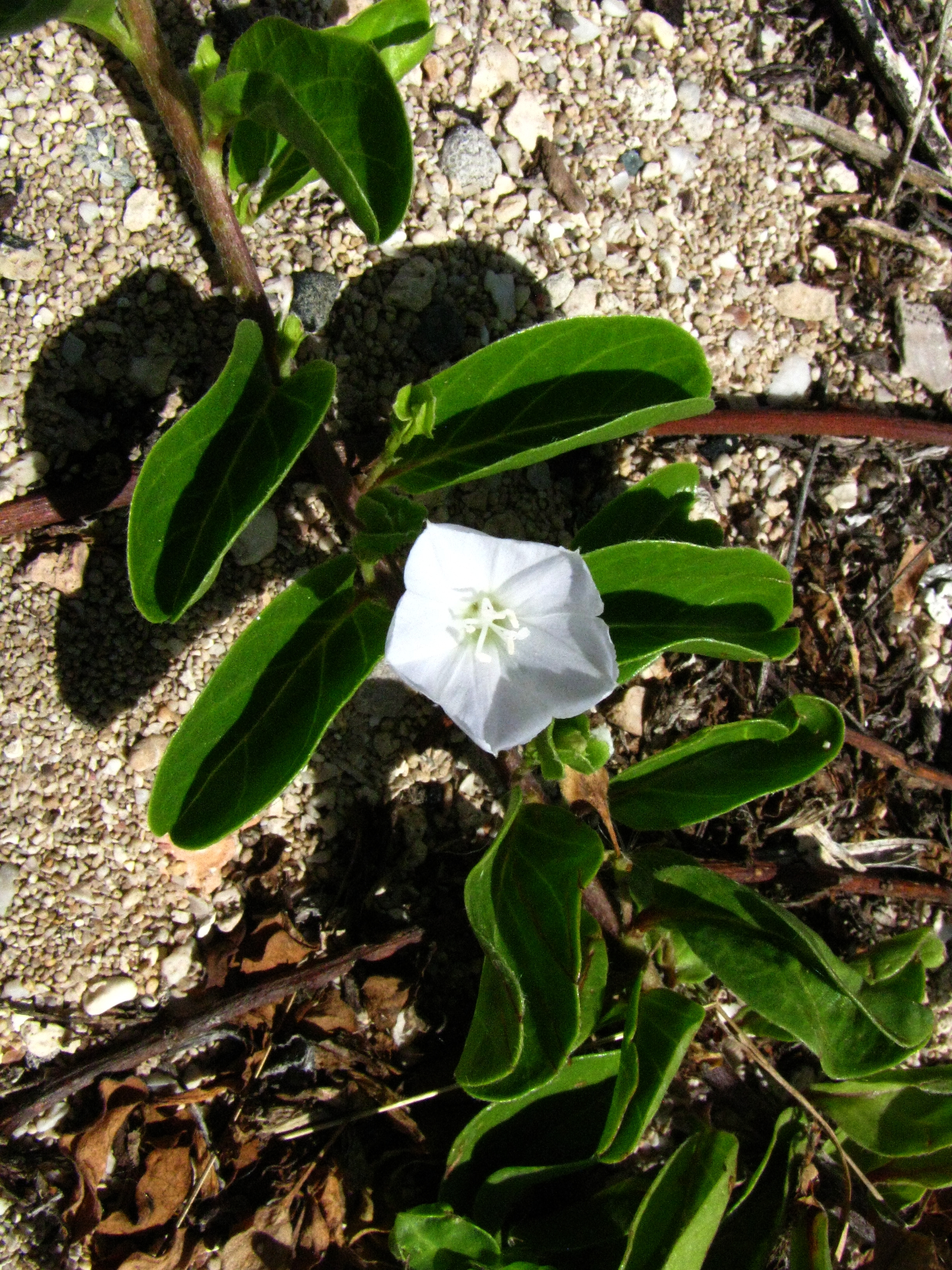
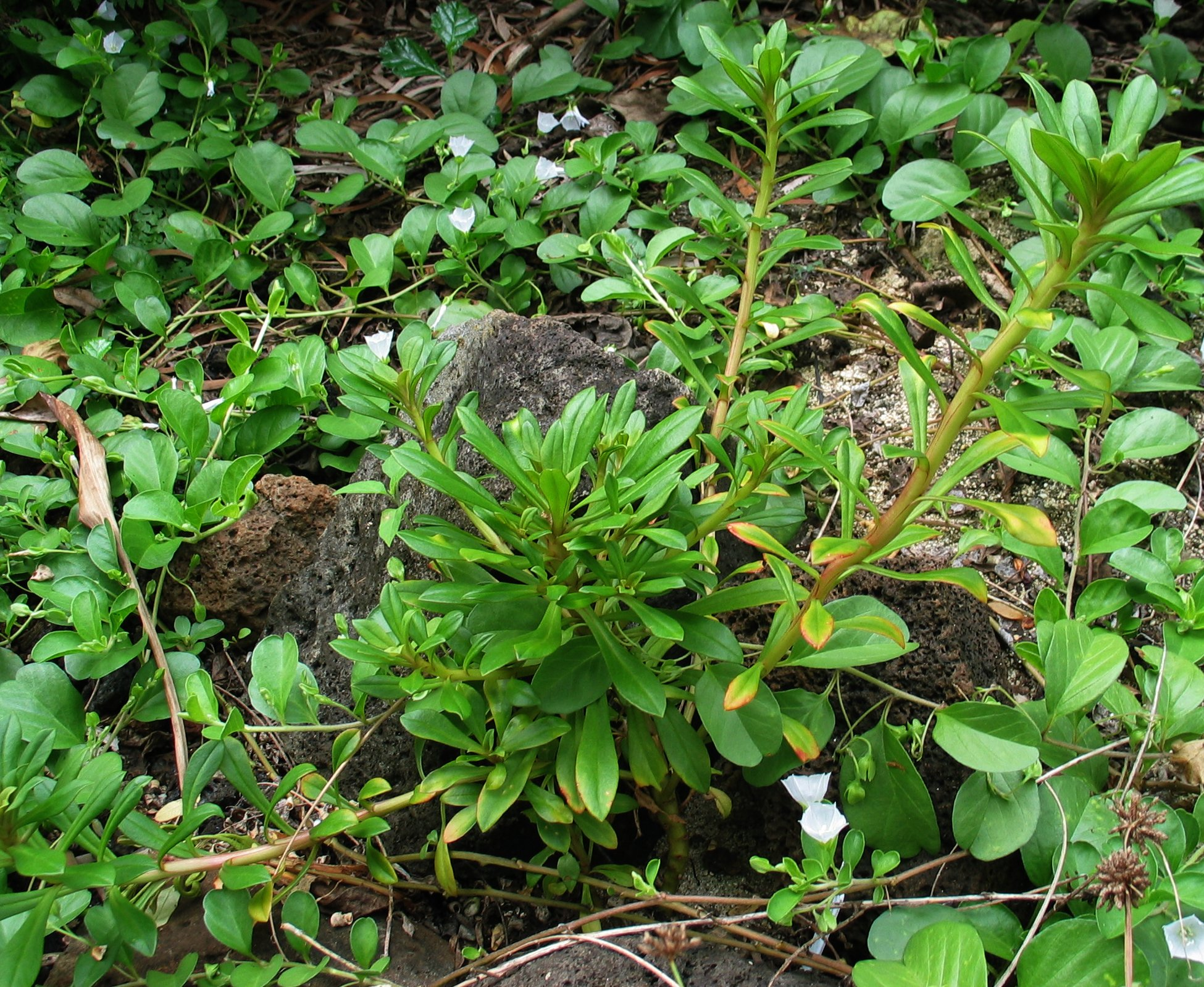